# Heteroconger canabus
Heteroconger canabus és una espècie de peix pertanyent a la família dels còngrids.

## Descripció
- Pot arribar a fer 80 cm de llargària màxima.[6][7]

## Alimentació
Menja zooplàncton.

## Hàbitat
És un peix marí, demersal i de clima tropical (24°N-8°N) que viu fins als 20 m de fondària.

## Distribució geogràfica
Es troba al Pacífic oriental central: des del golf de Califòrnia fins a Costa Rica.

## Observacions
És inofensiu per als humans.